# 鄭振先
鄭振先，號太初，直隸常州府武進縣人（今常州市武進區）。明朝政治人物。

## 生平
鄭振先為萬曆二十三年（1595年）進士，歷官工部營膳司、兵部武選司、禮部主事。與顧天埈友好，彈劾内阁大学士朱赓、李廷机未果，叶向高认为鄭振先“旦夕望大拜”，“皆自为计”。万历三十九年，被革职，閒居家鄉。

## 家族
弟鄭振光亦進士出身，其子鄭鄤被凌遲。